# Rene Simpson
| Posities op de WTA-ranglijst Positie per einde seizoen: \| jaar \| rang enkelspel \| rang dubbelspel \| \| ---- \| -------------- \| --------------- \| \| 1988 \| 134 \| – \| \| 1989 \| 109 \| 237 \| \| 1990 \| 185 \| 115 \| \| 1991 \| 135 \| 113 \| \| 1992 \| 105 \| 140 \| \| 1993 \| 122 \| 90 \| \| 1994 \| 153 \| 84 \| \| 1995 \| 188 \| 43 \| \| 1996 \| 148 \| 54 \| \| 1997 \| 108 \| 78 \| \| 1998 \| 541 \| 164 \| |                |                 |
| jaar | rang enkelspel | rang dubbelspel |
| 1988 | 134            | –               |
| 1989 | 109            | 237             |
| 1990 | 185            | 115             |
| 1991 | 135            | 113             |
| 1992 | 105            | 140             |
| 1993 | 122            | 90              |
| 1994 | 153            | 84              |
| 1995 | 188            | 43              |
| 1996 | 148            | 54              |
| 1997 | 108            | 78              |
| 1998 | 541            | 164             |

Norine Karen (Rene) Simpson (Sarnia, 14 januari 1966 – Park Ridge, 17 oktober 2013) was een tennisspeelster uit Canada. Simpson speelde linkshandig en had een tweehandige backhand. Zij was actief in het internationale tennis van 1988 tot en met 1998.

## Loopbaan

### Enkelspel
Simpson debuteerde in 1988 op het ITF-toernooi van Virginia Beach (VS). Zij stond in 1989 voor het eerst in een finale, op het ITF-toernooi van Fayetteville (VS) – zij verloor van de Amerikaanse Kimberly Po. In 1990 veroverde Simpson haar eerste titel, op het ITF-toernooi van Waco (VS), door de Amerikaanse Jeri Ingram te verslaan. In totaal won zij vier ITF-titels, de laatste in 1996 in Fayetteville (VS).
In 1988 speelde Simpson voor het eerst op een WTA-hoofdtoernooi, op het toernooi van Montreal – zij bereikte er de tweede ronde. Later dat jaar stond zij in een WTA-finale, op het toernooi van Guarujá – zij verloor van de Argentijnse Mercedes Paz. In 1989 had Simpson haar grandslamdebuut, op het Australian Open waar zij in de tweede ronde verloor van Steffi Graf.
Haar beste resultaat op de grandslamtoernooien is het bereiken van de derde ronde, op Roland Garros 1989 waar zij verloor van Jana Novotná. Haar hoogste notering op de WTA-ranglijst is de 70e plaats, die zij bereikte in april 1989.

### Dubbelspel
Simpson behaalde in het dubbelspel betere resultaten dan in het enkelspel. Zij debuteerde in 1988 op het ITF-toernooi van Roanoke (VS), samen met landgenote Teresa Dobson. Zij stond in 1990 voor het eerst in een finale, op het ITF-toernooi van Waco (VS), samen met de Amerikaanse Tory Plunkett – zij verloren van de Amerikaanse zussen Lindsay en Shelley Bartlett. Ook met de Nederlandse Hellas ter Riet bereikte zij nog een ITF-finale, in 1991 in Key Biscayne nabij Miami. In 1995 veroverde Simpson haar eerste titel, op het ITF-toernooi van Mississauga nabij Toronto (Canada), samen met landgenote Caroline Delisle, door het duo Kirstin Freye en Anique Snijders te verslaan. In totaal won zij drie ITF-titels, de laatste in 1996 in Newport Beach (VS).
In 1988 speelde Simpson voor het eerst op een WTA-hoofdtoernooi, op het toernooi van Montreal, samen met landgenote Jane Young. Zij stond in 1994 voor het eerst in een WTA-finale, op het toernooi van Taipei, samen met de Australische Michelle Jaggard-Lai – hier veroverde zij haar eerste titel, door het koppel Nancy Feber en Alexandra Fusai te verslaan. In totaal won zij drie WTA-titels, de laatste in 1995 in Zagreb, samen met de Argentijnse Mercedes Paz. In 1990 had Simpson haar grandslamdebuut, op Roland Garros met de Amerikaanse Anne Grousbeck aan haar zijde.
Haar beste resultaat op de grandslamtoernooien is het bereiken van de kwartfinale, op het US Open 1996 geflankeerd door landgenote Sonya Jeyaseelan. Haar hoogste notering op de WTA-ranglijst is de 32e plaats, die zij bereikte in augustus 1995.

### Tennis in teamverband
In de periode 1988–1998 maakte Simpson deel uit van het Canadese Fed Cup-team – zij vergaarde daar een winst/verlies-balans van 20–16. Van 2001 tot 2010 was zij captain van het Canadese Fed Cup-team.

### Privé
Op 15 september 1990 trad Simpson in het huwelijk met Barry Alter – in de periode 1991–1994 speelde zij onder de namen Rene Simpson-Alter en Rene Alter; daarna werd het weer Simpson. Na maart 2005 ging zij een tweede huwelijk aan, met Jason Collins.
In 2011 werd Simpson opgenomen in de Canadian Tennis Hall of Fame. Zij overleed op 17 oktober 2013 op 47-jarige leeftijd aan de gevolgen van hersenkanker, in een voorstad van Chicago (Illinois, VS).

## Palmares
| Legenda                |
| ---------------------- |
| Grandslamtoernooi      |
| Olympische Spelen      |
| Year-End Championships |
| Tier I                 |
| Tier II                |
| Tier III               |
| Tier IV & V            |

### WTA-finaleplaatsen enkelspel
| nr.              | finale     | toernooi    | ondergrond | tegenstandster | score    | ref   |
| ---------------- | ---------- | ----------- | ---------- | -------------- | -------- | ----- |
| gewonnen finales |            |             |            |                |          |       |
| geen             |            |             |            |                |          |       |
| verloren finales |            |             |            |                |          |       |
| 1.               | 1988-11-13 | WTA Guarujá | hardcourt  | Mercedes Paz   | 5-7, 2-6 | [ 6 ] |

### WTA-finaleplaatsen vrouwendubbelspel
| nr.              | finale     | toernooi     | ondergrond | partner              | tegenstandsters                 | score         | ref    |
| ---------------- | ---------- | ------------ | ---------- | -------------------- | ------------------------------- | ------------- | ------ |
| gewonnen finales |            |              |            |                      |                                 |               |        |
| 1.               | 1994-11-20 | WTA Taipei   | hardcourt  | Michelle Jaggard-Lai | Nancy Feber Alexandra Fusai     | 6-0, 7-6      | [ 7 ]  |
| 2.               | 1995-03-05 | WTA San Juan | hardcourt  | Karin Kschwendt      | Laura Golarsa Linda Harvey-Wild | 6-2, 0-6, 6-4 | [ 8 ]  |
| 3.               | 1995-04-30 | WTA Zagreb   | gravel     | Mercedes Paz         | Laura Golarsa Irina Spîrlea     | 7-5, 6-2      | [ 9 ]  |
| verloren finales |            |              |            |                      |                                 |               |        |
| 1.               | 1995-04-16 | WTA Houston  | gravel     | Wiltrud Probst       | Nicole Arendt Manon Bollegraf   | 4-6, 2-6      | [ 10 ] |

### Gewonnen ITF-toernooien enkelspel
Bron: 
| nr. | finale     | toernooi     | dotatie | ondergrond | tegenstandster in finale | score         |
| --- | ---------- | ------------ | ------- | ---------- | ------------------------ | ------------- |
| 1.  | 1990-01-21 | Waco         | $10.000 | hardcourt  | Jeri Ingram              | 6-7, 6-4, 6-4 |
| 2.  | 1992-10-11 | Leawood      | $25.000 | hardcourt  | Caroline Kuhlman         | 7-6, 1-6, 6-3 |
| 3.  | 1993-06-13 | Vancouver    | $25.000 | hardcourt  | Audra Keller             | 6-2, 4-6, 7-6 |
| 4.  | 1996-07-28 | Fayetteville | $25.000 | hardcourt  | Lilia Osterloh           | 6-4, 7-5      |

### Gewonnen ITF-toernooien dubbelspel
Bron: 
| nr. | finale     | toernooi      | dotatie | ondergrond | partner          | tegenstandsters in finale     | score         |
| --- | ---------- | ------------- | ------- | ---------- | ---------------- | ----------------------------- | ------------- |
| 1.  | 1995-08-06 | Mississauga   | $25.000 | hardcourt  | Caroline Delisle | Kirstin Freye Anique Snijders | 6-3, 6-2      |
| 2.  | 1996-07-28 | Fayetteville  | $25.000 | hardcourt  | Sonya Jeyaseelan | Jane Chi Kelly Pace           | 3-6, 6-4, 6-2 |
| 3.  | 1996-10-06 | Newport Beach | $25.000 | hardcourt  | Mercedes Paz     | Erika deLone Nicole Pratt     | 6-3, 6-1      |

## Resultaten grandslamtoernooien
| Legenda | Legenda                          |
| ------- | -------------------------------- |
| g.t.    | geen toernooi gehouden           |
| l.c.    | lagere categorie                 |
| –       | niet deelgenomen                 |
| G       | uitgeschakeld in de groepsfase   |
| 1R      | uitgeschakeld in de eerste ronde |
| 2R      | uitgeschakeld in de tweede ronde |
| 3R      | uitgeschakeld in de derde ronde  |
| 4R      | uitgeschakeld in de vierde ronde |
| KF      | uitgeschakeld in de kwartfinale  |
| HF      | uitgeschakeld in de halve finale |
| F       | de finale verloren               |
| W       | het toernooi gewonnen            |
| w-v     | winst/verlies-balans             |

### Enkelspel
| toernooi        | 1989 | 1990 | 1991 | 1992 | 1993 | 1994 |    | 1997 | 1998 |
| --------------- | ---- | ---- | ---- | ---- | ---- | ---- | -- | ---- | ---- |
| Australian Open | 2R   | –    | –    | 2R   | 1R   | 2R   | –  | 1R   |      |
| Roland Garros   | 3R   | 2R   | –    | 1R   | 1R   | –    | 1R | –    |      |
| Wimbledon       | 1R   | –    | –    | 1R   | –    | 1R   | 1R | –    |      |
| US Open         | 1R   | –    | 1R   | 2R   | 2R   | –    | 1R | –    |      |

### Vrouwendubbelspel
| toernooi        | 1990 | 1991 | 1992 | 1993 | 1994 | 1995 | 1996 | 1997 | 1998 |
| --------------- | ---- | ---- | ---- | ---- | ---- | ---- | ---- | ---- | ---- |
| Australian Open | –    | –    | 1R   | 1R   | 1R   | 1R   | 1R   | 1R   | 1R   |
| Roland Garros   | 1R   | 1R   | 1R   | –    | –    | 1R   | 1R   | 3R   | 1R   |
| Wimbledon       | –    | –    | –    | –    | 1R   | 1R   | 1R   | 1R   | 2R   |
| US Open         | –    | 1R   | 2R   | 3R   | 2R   | 2R   | KF   | 2R   | 2R   |

### Gemengd dubbelspel
| toernooi        | 1992 |    | 1995 | 1996 | 1997 |
| --------------- | ---- | -- | ---- | ---- | ---- |
| Australian Open | 1R   | –  | 2R   | 1R   |      |
| Roland Garros   | –    | 1R | 1R   | 1R   |      |
| Wimbledon       | –    | 1R | –    | –    |      |
| US Open         | –    | 2R | –    | –    |      |